# Jason Andrew Dunlop
Jason Andrew Dunlop (né le 7 mai 1970 à Basingstoke) est un paléontologue et zoologiste britannique.

## Biographie
À l'âge de trois ans, ses parents ont déménagé avec lui à Cleethorpes, où il a fréquenté l'école Signhills de 1974 à 1981 et l'école Lindsey de 1981 à 1988. Au début, il voulait étudier la médecine, mais ensuite, sur les conseils de son professeur de biologie, qui lui a montré un article de John Pirt (Les zoologistes n'ont pas besoin de postuler), il a décidé, entre autres, d'étudier la zoologie.
Après avoir obtenu un BA de l'Université de Leeds en 1991, il a déménagé à l'Université de Manchester, où il a terminé son doctorat. (Paléobiologie des Trigonotarbides) avec Paul Selden. Pendant trois années supplémentaires, il a travaillé en tant que boursier postdoctoral à l'Université de Manchester en se concentrant sur l'évolution des chélicères (Origines et évolution précoce des chélicères).
En 1997, il a été nommé conservateur au Museum für Naturkunde de Berlin, où il supervise les collections d'arachnides et de mille-pattes et a concentré ses recherches sur l'évolution des arachnides et de leurs parents ainsi que sur les arachnides fossiles.
Il est secrétaire de la Société internationale d'arachnologie depuis 2001 et vice-président de la Société européenne d'arachnologie de 2002 à 2016.